# Уильямс, Фалдела
Фалдела Уильямс (1952 — 25 мая 2014) — южноафриканский повар и автор кулинарных книг, вдохновившая последующие поколения поваров на сохранение кулинарного достояния капских малайцев.

## Биография
Фалдела Уильямс (урождённая Адамс ) родилась в 1952 году на улице Понтак в Шестом округе Кейптауна (Южная Африка). Фалдела посещала начальную школу Рахмания.  Готовить её научила бабушка, которая была уважаемым поставщиком провизии. После того, как Фалдела поняла основы кулинарии, она начала помогать бабушке в приготовлении пищи. Примерно в 1975 году Фалдела вышла замуж за Эбрахима Уильямса, и впоследствии у пары родилось трое детей: Рифка, Аиша и Саадик.

## Карьера
Уильямс открыла собственную службу свадебного кейтеринга и стала известным экспертом по кулинарии капских малайцев, опубликовав три кулинарных книги. В 1988 году она опубликовала «Кейп-малайскую кулинарную книгу», ставшую основным источником рецептов для поваров по всей Южной Африке и получившую международную известность. Книга также рассматривается учеными как важный труд для культурного наследия мусульманских потомков малайзийских рабов в общее наследие Южной Африки. В книге представлен многообразный выбор рецептов в простом для приготовления формате. Книга была успешно напечатана как на английском, так и на африкаанс.
До того как Уильямс опубликовала книгу рецептов, подобные книги использовались редко. Использование рецептов обычно не уважалось местными поварами, поскольку они считали, что это демонстрирует нехватку кулинарных навыков. Благодаря публикации этой книги появилось поколение молодых поваров, которые поддерживали сохранение кулинарного наследия своего народа.
Вторая поваренная книга Уильямс «Больше Кейп-Малайской кухни» была продолжением оригинальной публикации. Рецепты давались с понятными и простыми инструкциями, в которых были указаны специи, которые отличают Кейп-Малайскую кухню. Как и её первая книга, она стала путеводителем как для тех, кто только учился готовить, так и для более опытных поваров. Её последняя книга «Кейп-Малайская иллюстрированная кулинарная книга», в ней были упрощены рецепты, чтобы сделать их более практичными и легкими в приготовлении.
Примерно в 2009 году Уильямс и её сын Саадик открыли ресторан, который носил её имя. Она также фигурировала во многих статьях, опубликованных журналом «Кейп Аргус» в качестве эксперта по еде и приготовлению пищи к религиозным праздникам.

## Смерть и наследие
Уильямс умерла 25 мая 2014 года через шесть недель после сердечного приступа. Поваренные книги Уильямс переиздавались ещё несколько раз. Она была одной из представленных женщин на презентации в музее Бо-Каап о вкладе мусульманских женщин в наследие Южной Африки. 